# 维勒卢
维勒卢（法語：Villeloup，法語發音：[vil.lu]）是法国奥布省的一个市镇，位于该省中西部，属于特鲁瓦区。

## 地理
维勒卢（48°21'40"N, 3°52'28"E）面积16.31 平方千米，位于法国大東部大區奥布省，该省份为法国中北部省份，北起马恩省，西接塞纳-马恩省，西南至约讷省，东南至科多尔省，东临上马恩省。
与维勒卢接壤的市镇（或旧市镇、城区）包括：迪耶雷圣皮埃尔、埃什米讷、勒帕维永圣朱莉。

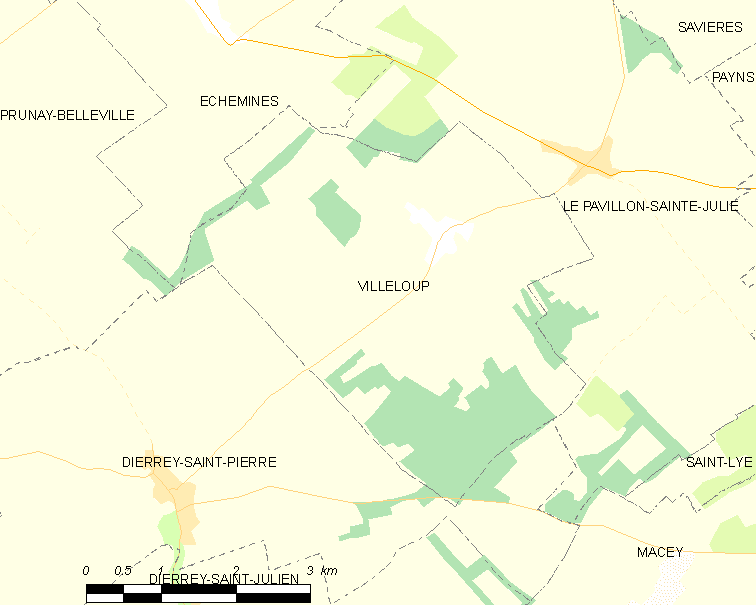
维勒卢的OSM定位图

维勒卢的时区为UTC+01:00、UTC+02:00（夏令时）。

## 行政
维勒卢的邮政编码为10350，INSEE市镇编码为10414。

## 政治
维勒卢所属的省级选区为圣利耶县。

## 人口

1962-2008年间维勒卢人口变化图示

维勒卢于2022年1月1日时的人口数量为129人。